# Битва при Анню
Битва при Анню — битва Другої світової війни, яка відбулася 12—14 травня 1940 року поблизу Анню в Бельгії між Німеччиною і союзними силами Франції, Бельгії, Нідерландів та Люксембургу. Один із важливих епізодів у війні за Бельгію, найбільша танкова битва в історії на той час. У битві взяли участь німецький 16 танковий корпус під командуванням генерала Еріха Гепнера, який нараховував 618 танків (за іншими даними — 674), а також мотомеханізований французький корпус генерала Пріо, що мав близько 600 танків. В ході бою німці втратили 161 танк, французи — 121. Після битви французи покинули поле бою. 